# Terminal (estación de TransMilenio)
La estación sencilla Terminal hace parte del sistema de transporte masivo de Bogotá, TransMilenio, inaugurado en el año 2000.

## Ubicación
La estación está ubicada en el norte de la ciudad, sobre la Autopista Norte entre calles 190 y 192. Se accede a ella a través de un puente peatonal ubicado unos metros al sur de la calle 192.
Atiende la demanda de los barrios Casablanca Suba Urbano, Canaima y sus alrededores.
En las cercanías están el Colegio Santa Mariana de Jesús, el almacén Makro Cumará, el almacén de muebles Tugó Autonorte, el restaurante McDonald's Autonorte, el Centro Comercial San Andresito Norte, el Terminal del Norte y el Club Campestre El Rancho.

## Origen del nombre
La estación recibe su nombre debido a la cercanía del Terminal Satélite del Norte, que se encuentra en el costado oriental de la Autopista Norte. Es la terminal de buses de Bogotá que despacha los viajeros hacia varios de los municipios cercanos de Cundinamarca, además de los departamentos de Santander, Norte de Santander y Boyacá.

## Historia
Las obras para la extensión de la troncal de la Autopista Norte comenzaron en 2009, año en que se amplió la avenida desde la calle 182 a la calle 192. La estación fue inaugurada el 6 de diciembre de 2014 luego del retraso en la construcción del puente peatonal que da acceso a la misma. 
En la noche del 9 de abril de 2013, se registraron los ataques contra esta estación del sistema. En esa ocasión fueron afectadas, a punta de pistolas de balines, las estaciones Calle 100, Calle 106, Prado, Alcalá, Calle 142, Calle 146, Mazurén, Calle 161, Calle 187 y Terminal con Autopista Norte, donde dejaron $22 millones de pesos en pérdidas.

## Servicios de la estación

### Servicios troncales
| Tipo                                | Rutas al Sur | Rutas al Occidente |
| ----------------------------------- | ------------ | ------------------ |
| Ruta fácil                          | 8            |                    |
| Expresos todos los días todo el día | L18          |                    |
| Expresos lunes a sábado todo el día | G11          | K16                |
| Rutas que finalizan recorrido       |              |                    |
| Ruta fácil                          | 8            | 8                  |
| Expresos todos los días todo el día | B18          | B18                |
| Expresos lunes a sábado todo el día | B11 B16      | B11 B16            |

### Esquema
| ← Norte   |            |
| Calle 192 | 8B11B16B18 |
| Puente    | Vagón 1    |
| Calle 192 | 8G11K16L18 |
| Sur →     |            |

### Servicios urbanos
Así mismo funcionan las siguientes rutas urbanas del SITP en los costados externos a la estación, circulando por los carriles de tráfico mixto sobre la Autopista Norte, con posibilidad de trasbordo usando la tarjeta TuLlave:
| Código | Sector              | Dirección           | Rutas                                |
| ------ | ------------------- | ------------------- | ------------------------------------ |
| 338A02 | C Estación Terminal | Auto Norte - CL 191 | C917F918G902 291 330 402 661 E44 P49 |
| 338B02 | C Estación Terminal | Auto Norte - CL 191 | 18-3H907L919 T11 T25 T163            |

## Ubicación geográfica
| Noroeste: Suba | Norte: Terminal  | Nordeste: Usaquén |
| Oeste: Suba    |                  | Este: Usaquén     |
| Suroeste: Suba | Sur: B Calle 187 | Sureste: Usaquén  |